# 包厘街

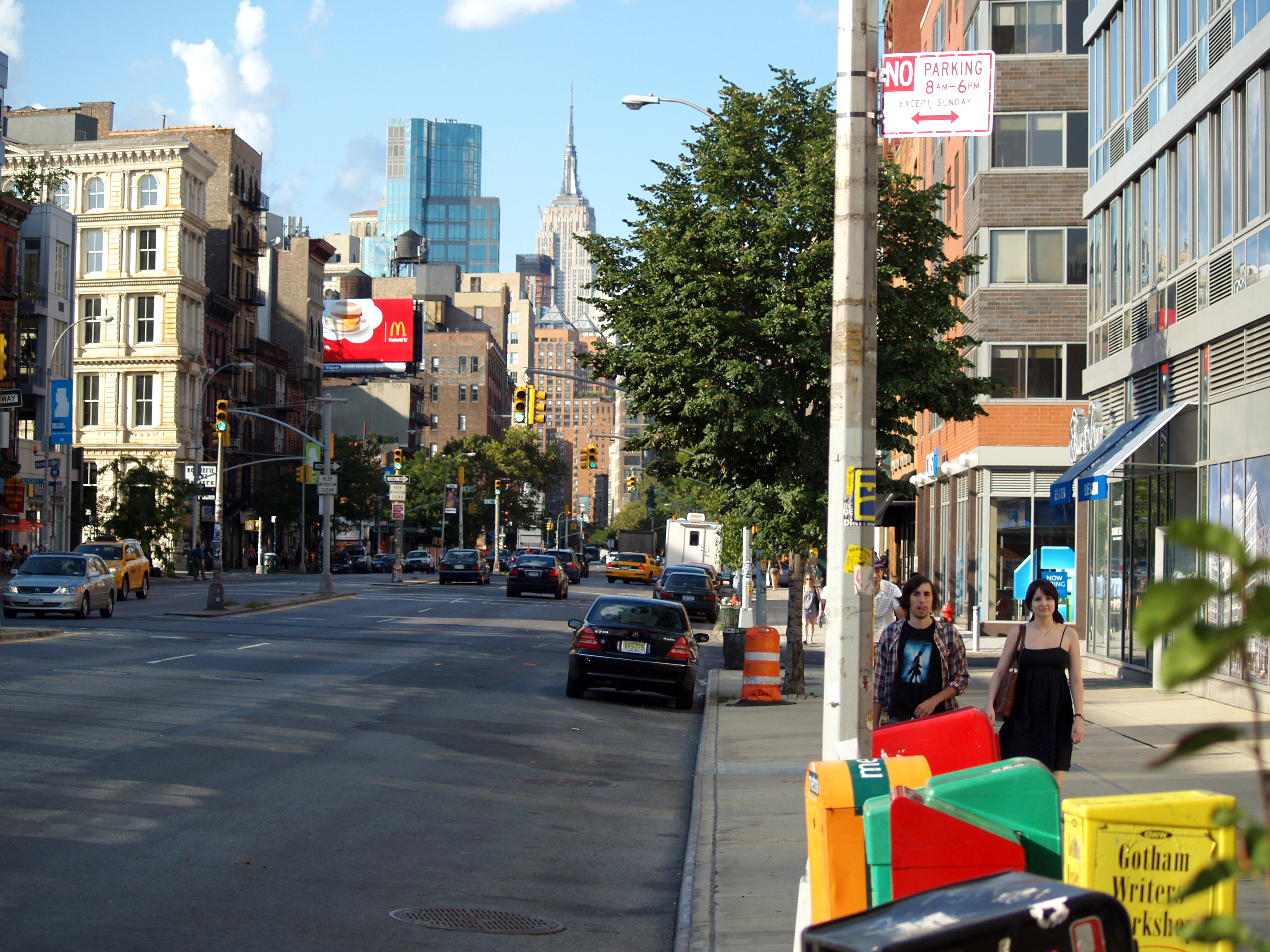
由東豪斯頓街沿包厘街北望帝國大廈

包厘街（英語：Bowery，發音： /ˈbaʊ.əri/，當地 /ˈbaʊ.ri/）是美國紐約州紐約市曼哈頓南部的一條南北向街道和小型街區。街區東至艾倫街與下東區，西至包厘街與小意大利，南至運河街與華埠，北至東四街與東村。從南到北，與包厘街交匯的主要或知名街道還有德蘭西街、東豪斯頓街以及布利克街。
包厘街得名於新尼德蘭殖民地末任荷蘭總幹事彼得·斯泰弗森特的農場，即，街道由新尼德蘭當時更爲穩定的定居區通往農場。則借譯自這個現代荷蘭語舊詞。1760年時，這條街被叫作包厘巷（Bowery Lane），自1807年起以現名爲人所知。